# Houillères de la région liégeoise
 (juin 2023).
La mise en forme du texte ne suit pas les recommandations de Wikipédia : il faut le « wikifier ».
Les points d'amélioration suivants sont les cas les plus fréquents. Le détail des points à revoir est peut-être précisé sur la page de discussion.
- Les titres sont pré-formatés par le logiciel. Ils ne sont ni en capitales, ni en gras.
- Le texte ne doit pas être écrit en capitales (les noms de famille non plus), ni en gras, ni en italique, ni en « petit »…
- Le gras n'est utilisé que pour surligner le titre de l'article dans l'introduction, une seule fois.
- L'italique est rarement utilisé : mots en langue étrangère, titres d'œuvres, noms de bateaux, etc.
- Les citations ne sont pas en italique mais en corps de texte normal. Elles sont entourées par des guillemets français : « et ».
- Les listes à puces sont à éviter, des paragraphes rédigés étant largement préférés. Les tableaux sont à réserver à la présentation de données structurées (résultats, etc.).
- Les appels de note de bas de page (petits chiffres en exposant, introduits par l'outil «  Source ») sont à placer entre la fin de phrase et le point final[comme ça].
- Les liens internes (vers d'autres articles de Wikipédia) sont à choisir avec parcimonie. Créez des liens vers des articles approfondissant le sujet. Les termes génériques sans rapport avec le sujet sont à éviter, ainsi que les répétitions de liens vers un même terme.
- Les liens externes sont à placer uniquement dans une section « Liens externes », à la fin de l'article. Ces liens sont à choisir avec parcimonie suivant les règles définies. Si un lien sert de source à l'article, son insertion dans le texte est à faire par les notes de bas de page.
- La présentation des références doit suivre les conventions bibliographiques. Il est recommandé d'utiliser les modèles {{Ouvrage}}, {{Chapitre}}, {{Article}}, {{Lien web}} et/ou {{Bibliographie}}. Le mode d'édition visuel peut mettre en forme automatiquement les références.
- Insérer une infobox (cadre d'informations à droite) n'est pas obligatoire pour parachever la mise en page.

Pour une aide détaillée, merci de consulter Aide:Wikification.
Si vous pensez que ces points ont été résolus, vous pouvez retirer ce bandeau et améliorer la mise en forme d'un autre article.
L'histoire de la ville belge de Liège et de la houille sont intimement liées d'autant plus que la région liégeoise revendique la priorité de la découverte de la houille sur le continent européen[réf. nécessaire].

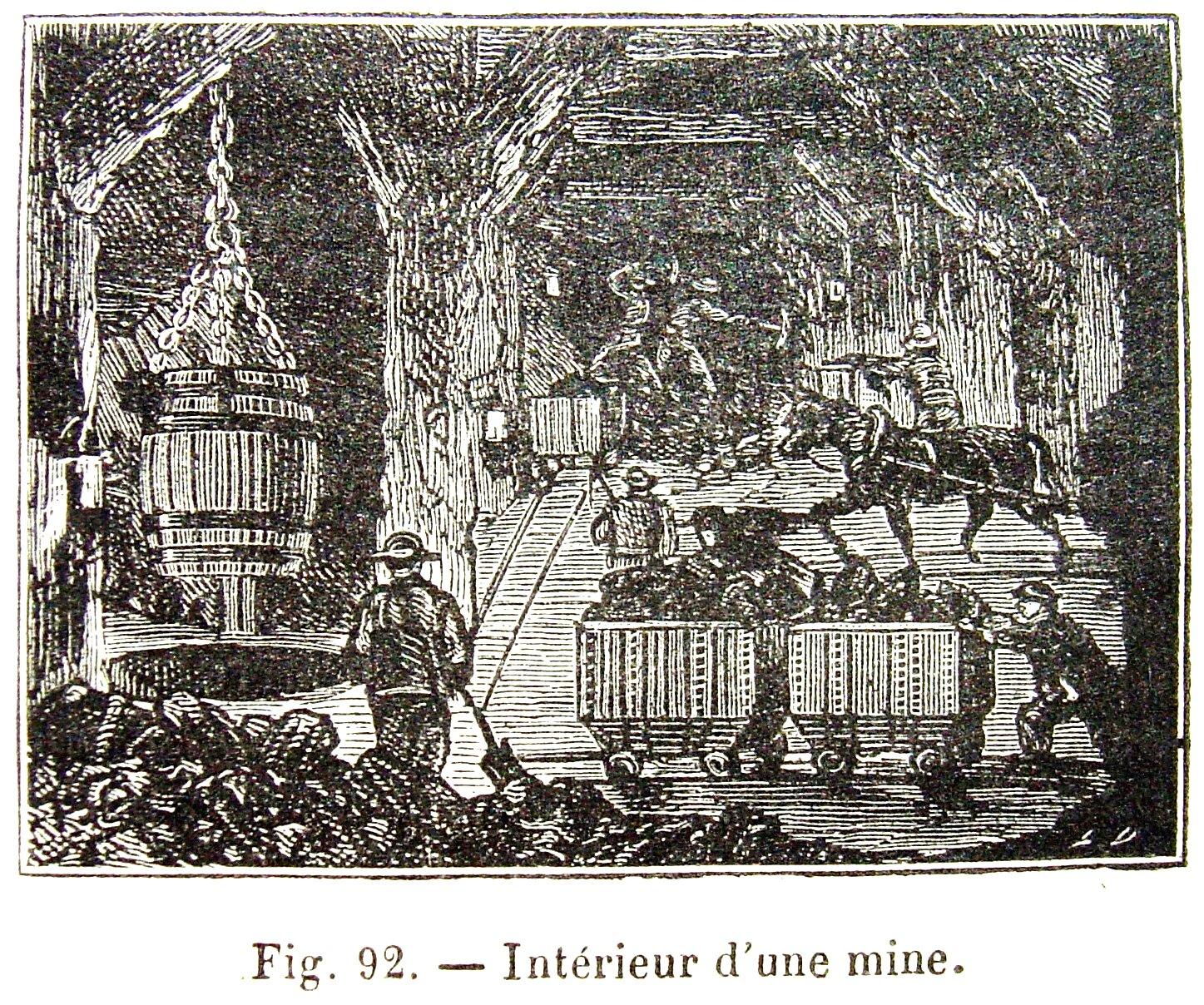
Intérieur d'une mine

Le vocabulaire wallon de ces houilleurs est d'ailleurs utilisé dans le reste de la Belgique et en France.
Le mot houille proviendrait d'un très ancien mot liégeois, « hoye » existant avant sa découverte et signifiant « fragment, éclat, motte » cependant que la légendaire histoire de Jean d'Outremeuse en attribue l'origine à un forgeron de Plainevaux nommé Hullos qui aurait trouvé ce charbon de terre au Publémont.
Cette richesse minérale abondante fit la renommée du bassin liégeois ainsi que sa prospérité durant des siècles.

## Les origines
En 1907, on découvrit dans l'hypocauste de la  villa romaine de la place Saint-Lambert des morceaux de houille destinés au chauffage.
Phénomène assez rare en dehors du bassin liégeois, cette roche noire affleurait au sol. Si les qualités de ce charbon maigre étaient déjà connues, l'utilisation du bois de chauffage prévalut jusqu'à ce que l'exploitation de la houille débute à la fin du XIIe siècle.
Après la féodalité, les franchises et libertés en Pays de Liège vont garantir la prospérité et l'essor de l'industrie. Les demandes en bois s'accroissent en même temps que les forêts disparaissent sous les coups des essarteurs: les qualités calorifiques de la houille reconnues vont remplacer le bois et son exploitation se fera plus intensive.
En 1195, le moine Renier écrit dans sa chronique de l'abbaye de Saint-Jacques :

« Cette année, de la terre noire propre à faire du feu fut trouvée dans beaucoup d'endroits de Hesbaye. »

La houillère « delle Noterie, aux confins de Montegnée et Berleur », serait la plus ancienne dont l'histoire ait gardé le nom, tandis qu'au XIVe siècle, la « bure Stiennon Stêvenol » située sous les bois de Saint-Nicolas et appartenant à l'abbaye de Saint-Gilles, était concédée par l'abbaye de Saint-Laurent dont elle dépendait.

## L'exploitation

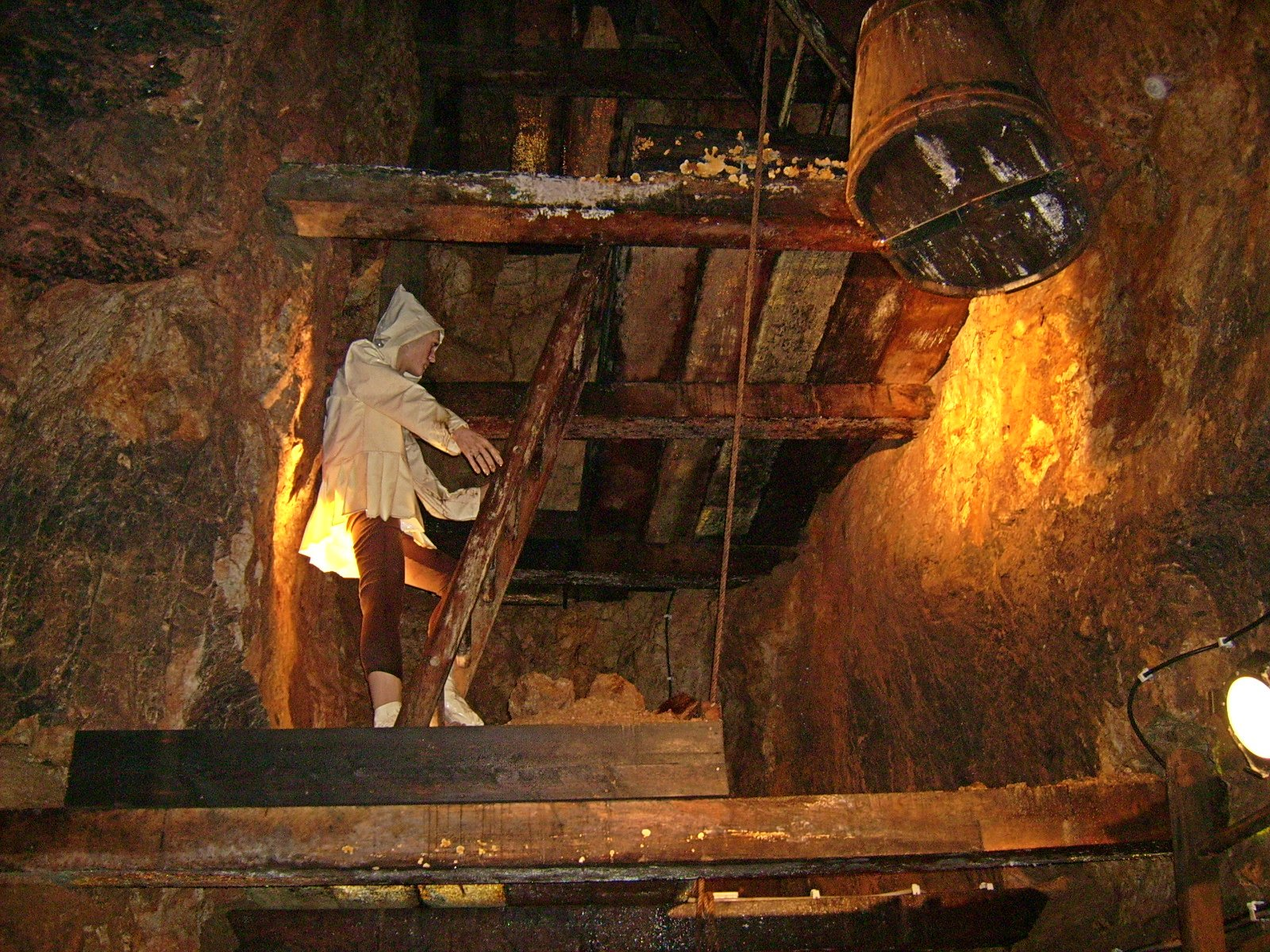
Reconstitution d'une mine à Düppenweiler.

Les premières exploitations se limitaient à un bure recouvrant un puits d'extraction profond de quatre-vingts mètres tout au plus. Ces bures dites de petit athour ou bure â bresses permettaient à dix ou quinze ouvriers de remonter quotidiennement deux cents kilos de houille par le coufade ou panier, en fait une caisse de bois raccordée par des ferrures.
Mal ventilés, on les abandonnait souvent aux mois les plus chauds de l'année, libérant par la même occasion des bras pour les moissons.
Au XVIIIe siècle on distingue un second type de bures dites de grand athour ou bure â ch'vâs divisée en deux compartiments par une cloison de briques, le plus petit étant réservé aux pompes et échelles.
Les infiltrations d'eau posèrent immédiatement un problème et représentaient un réel danger: un système d'évacuation par des araines parfois longues de plusieurs kilomètres engendra des conflits avec certains propriétaires des terrains traversés et fut à l'origine de l'établissement de la Cour des Voir-Jurés de charbonnage fonctionnant déjà au XIIIe siècle.
Dans une civilisation du bois, Liège fut très vite considérée comme le pays des mineurs, d'abord particulièrement, ensuite comme un modèle à suivre. Cette spécificité amena les armées en campagne à utiliser les sapeurs liégeois dans les guerres de siège, comme en 1430 devant Compiègne où ils furent employés par le duc de Bourgogne.
En 1615, Philippe de Hurges dépeint Liège creusée de tant de galeries de mine que le versant gauche de la Meuse apparaît presque entièrement dominés de huttes de bure. Ce n'est donc pas sans raison qu'apparaît au début du XVIIe siècle l'expression « Tièsse di hoye » qui désignera jusqu'à nos jours les Liégeois, volontiers obstinés et insubordonnés.
Cédant à la mode du tourisme charbonnier, le tsar Pierre le Grand descendra, le 28 juin 1717, au fond de la bure Germeau, à Sainte-Marguerite.

## La révolution industrielle

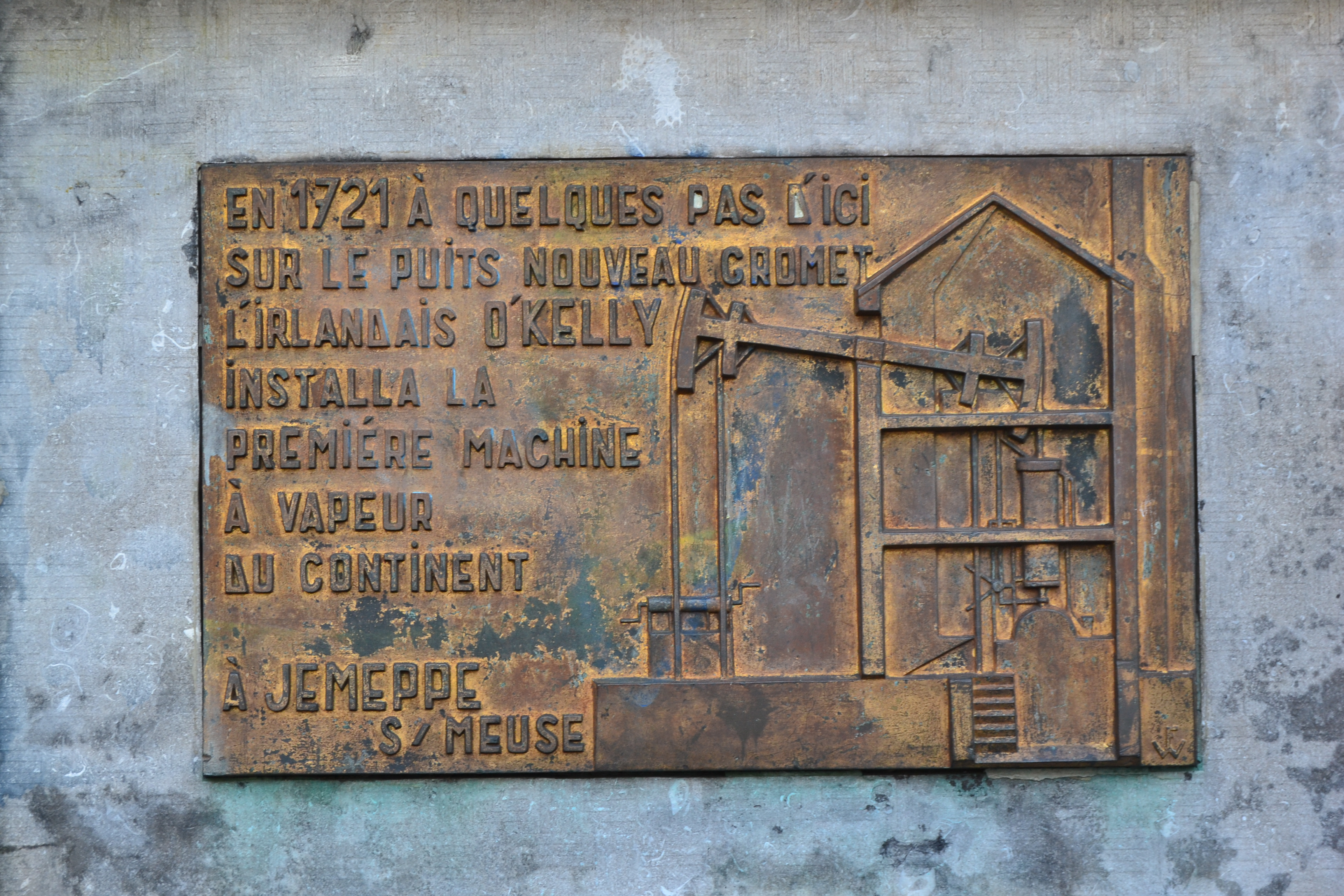
Plaque commémorative du monument O'Kelly de la première machine à vapeur Newcomen installée sur le continent à Jemeppe en 1721

Du fait de l'esprit rationnel du XVIIIe siècle et de l'évolution démographique, la proto-industrialisation accroit la demande en source d'énergie. Les techniques nouvelles permettent une exploitation plus importante des ressources charbonnières. C'est à Jemeppe que la « pompe à feu » de Thomas Newcomen trouvera en 1720 sa pleine application dans l'industrie extractive.
Les scientifiques du siècle, tels Mathias-Guillaume de Louvrex, feront progresser la science du charbon en prenant pour étude l'exemple liégeois; ils recueilleront pour ce faire, le savoir et l'expérience des maîtres de fosses. L'ouvrage le plus complet sera le fruit du français Jean François Morand, médecin de Jean-Théodore de Bavière, qui, mandaté par l'Académie Royale des Sciences, contribua par son ouvrage à faire entrer le vocabulaire très technique local dans la langue française.

## Le rattachement à la France
Alors que sous le règne des Princes-évêques, les petites gens exploitaient les petites bures pour se chauffer à bas prix, la révolution liégeoise va faire basculer la principauté sous le régime français: celui-ci comprend très vite les bénéfices à tirer de la richesse minière du bassin et l'ancienne principauté devient pour la République et l'Empire, le fer de lance de la technologie industrielle, comptant sur le charbon pour refaire le retard sur l'Angleterre.
La loi de 1810, base de tout régime minier et l'École des Mines de Paris, en attendant celle de Liège, contribuent à approfondir les connaissances utiles en la matière.
Dès 1810, le procédé de la distillation de la houille permit la fabrication de gaz d'éclairage qui servit 1811 à éclairer les rues de Liège pour célébrer la naissance du petit roi de Rome (Napoléon II).
De 1810 à 1829, le bassin wallon, se préparait, grâce à la houille, à devenir la seconde puissance industrielle du monde après l'Angleterre.

## Les houilleurs

### En 1847
En 1847, un mémoire sur la condition des ouvriers et le travail des enfants dans les mines, manufactures et usines de la province de Liège décrit les conditions des différentes catégories de mines :
Le prix de la journée du travail étant actuellement plus élevé, l'ouvrier houilleur, pourvu qu'il ne soit pas chargé d'une famille trop nombreuse, peut se procurer des aliments de meilleure qualité, et, par conséquent, plus réparateurs.
Les enfants sont admis dans les travaux à un âge plus avancé, et n'ont plus à supporter les mêmes fatigues qu'autrefois. Peu d'adultes sont admis à la taille, c'est-à-dire dans la partie la plus malsaine des travaux, à cause de la température élevée qui y règne, d'une proportion moindre d'oxygène dans l'air, et des gaz insalubres ou asphyxiants qui se dégagent de la veine. On n'y rencontre que des hommes faits, des houilleurs consommés, les vétérans du métier.
Peu d'enfants, admis dans les houillères, y exercent encore le métier pénible de traîneurs (ou de hiercheurs, pour parler le langage du lieu). Les ouvriers auxquels on donne ce nom sont employés à diverses fonctions. Ils sont divisés, dans beaucoup d'exploitations charbonnières, en quatre ou cinq classes :
- A la première classe appartiennent des hommes de vingt-quatre à vingt-cinq ans qui traînent de grandes bennes (berlaines) dans les galeries où les chevaux, pour un motif quelconque, n'ont pu être introduits. Ces ouvriers travaillent de dix à onze heures par jour, et gagnent 2 fr. 40 à 2 fr. 50 c.
- Les hiercheurs de deuxième classe sont âgés de vingt ans au moins ; ils conduisent les bennes aux grandes galeries, aident au besoin ceux de première classe, et gagnent de 1 fr. 80 c. à 2 fr. par jour.
- Les hiercheurs de troisième classe sont employés à conduire les petites bennes (ou birouchettes) dans les petits chemins nommés kwestress (Les transvasements des birouchettes dans les bennes sont exceptionnels et doivent être évités. — Dans les houillères bien organisées on construit des grands chemins jusqu'à la taille.); ils sont âgés de quinze à dix-huit ans, et gagnent 1 fr. 50 c. par jour.
- Ceux de la quatrième classe aident ces derniers ; ce sont plutôt des ouvriers serveurs à la taille, que de véritables hiercheurs. L'un éclaire les ouvriers, l'autre ramasse les outils, un troisième aide les foreurs, etc. Ils sont âgés de quatorze ans environ, gagnent 95 centimes par jour, et ont fini leur tâche en même temps que celle des ouvriers à la taille, c'est-à-dire en dix heures en moyenne.
- Il en est de même des hiercheurs de cinquième classe qui ont de onze à douze ans, gagnent 75 centimes par jour, et dont la principale besogne consiste à chercher les pierres qui se trouvent mêlées à la houille.

On conduisait autrefois la mine, de la taille au bure, dans des paniers ferrés, en forme de traîneaux, par des galeries de peu d'élévation, dans lesquelles la température se maintenait élevée à cause du peu de circulation de l'air atmosphérique. Ces galeries étaient, en outre, remplies de la fumée provenant de la combustion des chandelles dont se servaient les ouvriers, de gaz irrespirables de toute espèce, et étaient tracées de manière à ne pas donner aux eaux un écoulement régulier. Aujourd'hui les galeries sont vastes; les bures d'aérage sont mieux construits et mieux surveillés; des chemins de fer sont établis presque partout pour la traction des bennes, construites sur roues (véritables wagons); l'éclairage à l'huile a remplacé celui au suif. Ne sont ce pas là autant de causes, qui, jointes à la remonte au cuffat surtout, ont rendu moins fréquentes et moins graves les affections anémiques et chlorotiques?

### Pathologies rencontrées chez les mineurs
En 1850, « les ouvriers employés à l'exploitation des mines de houille et des minerais de fer, de zinc, etc., privés pendant une grande partie de l'année des rayons du soleil, — car ceux qui travaillent pendant la nuit se reposent et dorment le jour; — exposés à l'humidité et à des variations continuelles de température, à la respiration d'un air plus ou moins vicié, aux privations et aux fatigues de toute espèce, sont fréquemment atteints :
- de rhumatismes et surtout du lumbago ;
- d'affections du tube digestif ;
- d'anémie et de chlorose ;
- de maladies du cœur ;
- d'emphysème pulmonaire ;
- de difformités du squelette ;
- de blessures plus ou moins graves ;
- de brûlures ;
- d'asphyxie »[12]

La taille moyenne des mineurs à Liège est de 1,55 m en 1819, en 1843, elle est de 1,59 m. La taille moyenne de la population est pour les mêmes périodes de 1,63 m et 1,64 m.